# Malalamai
Le malalamai (ou bonga) est une des langues ngero-vitiaz, parlée par 550 locuteurs, dans la province de Madang, côte Rai est et ouest de Saidor, dans les villages Malalamai et Bonga.